# Gossypium
Genre

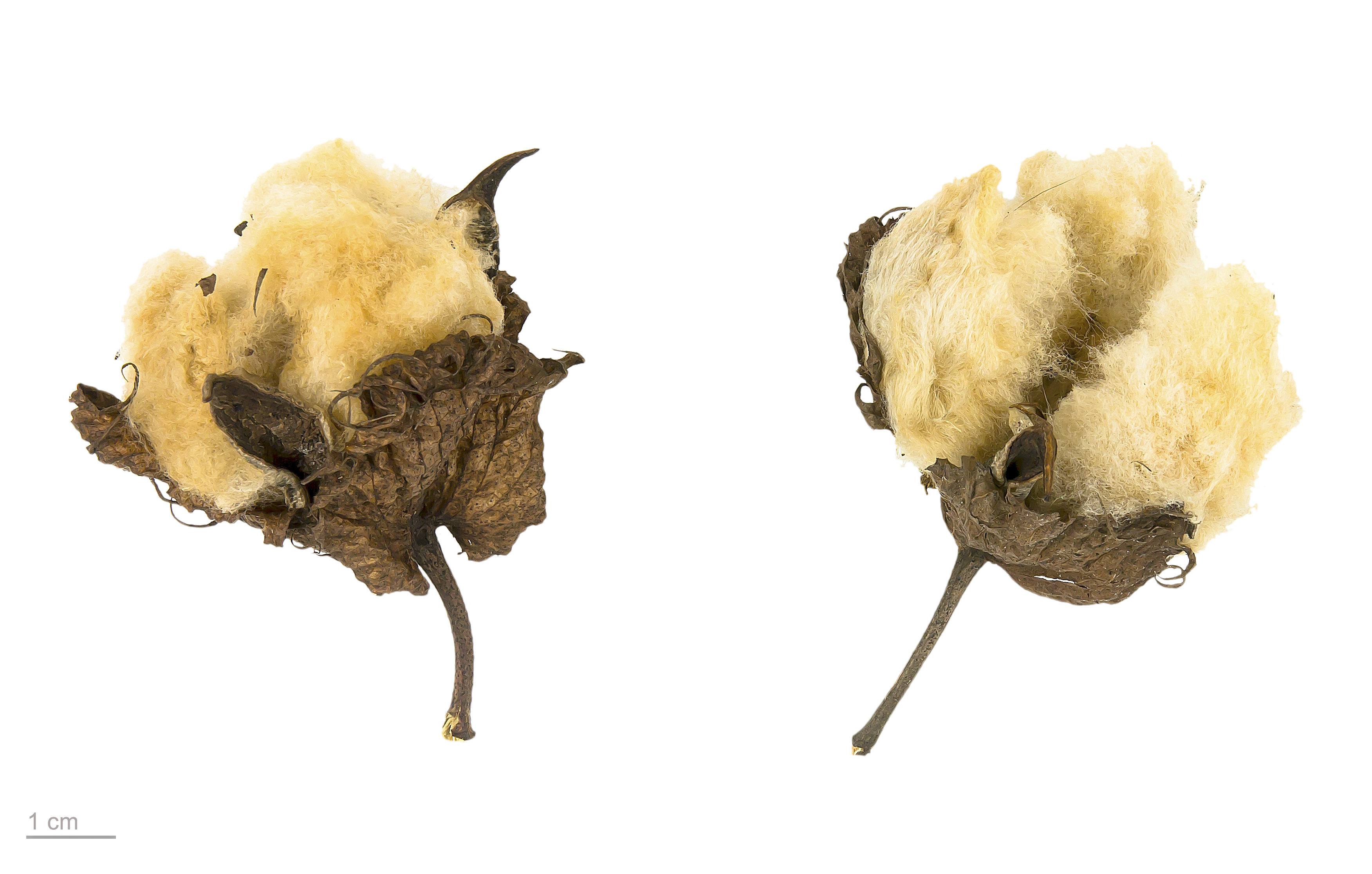
Gossypium Sp. Brun - Muséum de Toulouse

Gossypium est un genre de plantes de la famille des Malvaceae. C'est le genre des cotonniers « véritables ».  
On compte près d'une cinquantaine d'espèces sauvages appartenant à ce genre. Ce sont des plantes herbacées annuelles, pérennes  ou des arbustes. Parmi ces espèces, quatre d'entre elles sont à l'origine des variétés cultivées actuellement pour la production de coton : Gossypium arboreum, Gossypium barbadense, Gossypium herbaceum et Gossypium hirsutum.
Les cotonniers possèdent un grand nombre de grosses poches sécrétrices schizogènes contenant une gomme colorée en brun et soluble dans l'eau.

## Liste d'espèces
- Gossypium arboreum L. - Cotonnier en arbre
- Gossypium barbadense L. - Cotonnier créole
- Gossypium herbaceum L. - Cotonnier herbacé
- Gossypium hirsutum L. - Cotonnier "mexicain" (fournit environ 90% du coton mondial)
- Gossypium australe F.Muell
- Gossypium lapideum
- Gossypium sturtianum J. H. Willis
- Gossypium thuberi Todaro
- Gossypium thurberi Todaro
- Gossypium tomentosum Nutt. ex Seem.
- Gossypium tormentosum Nuttall

## Répartition
Ce sont des plantes des régions subtropicales à tropicales dont les fruits sont des capsules contenant des graines velues. Gossypium arboreum et herbaceum sont originaires d'Asie. Gossypium barbadense serait originaire du Pérou alors que Gossypium hirsutum trouverait son origine en Amérique centrale.
De ces plantes cultivées depuis près de 5 000 ans, on utilise différentes parties :
- les poils fibreux  (coton), plus ou moins longs suivant les espèces et variétés ;
- le duvet des graines (linters) ;
- la graine riche en huile et en protéines.